# Erebia edda
Erebia edda är en fjärilsart som beskrevs av Ménétriés 1854. Erebia edda ingår i släktet Erebia och familjen praktfjärilar. Inga underarter finns listade i Catalogue of Life.